# Procambarus tlapacoyanensis
Procambarus tlapacoyanensis är en kräftdjursart som först beskrevs av Villalobos 1947.  Procambarus tlapacoyanensis ingår i släktet Procambarus och familjen Cambaridae. IUCN kategoriserar arten globalt som otillräckligt studerad. Inga underarter finns listade i Catalogue of Life.